# 2013年太原“11·06”爆炸案
太原市迎泽大街迎泽桥东爆炸案，官方称山西太原“11·06”爆炸案，2013年11月6日7时40分左右，山西省太原市迎泽大街迎泽大桥东端369号中共山西省委办公大楼附近连续发生数起小型爆炸物爆炸，造成1人死亡、1人重伤、7人轻伤。附近车辆和店铺不同程度受到损坏。现场发现钢珠、印刷電路板等爆炸物，初步判断，爆炸为人为制造。《第一财经日报》报道，犯罪嫌疑人豐志均大约是7点多将炸弹安装完毕，乘坐一辆黑色桑塔纳离去。7日，山西省委宣傳部稱，該事件尚未定性為恐怖襲擊。
太原汽车站从次日起实行对进京旅客实行实名制购票措施，若旅客忘记带身份证，将不能乘车。人、证、票统一后才能上车，中途不允许上下旅客，对形迹可疑旅客加强审查。
41岁的犯罪嫌疑人丰志均於8日凌晨2:00在太原被警方抓捕归案。丰志均，太原市杏花岭区人，曾因盗窃被判处有期徒刑9年。警方从其住处缴获了私自制造的爆炸装置，发现了大量犯罪证据，并查获了其作案时驾驶的车辆。
2014年4月29日的报道称，日前，山西省太原市中级人民法院进行了一审公开宣判，以爆炸罪判处被告人丰志均死刑，剥夺政治权利终身。爆炸案造成1人当场死亡、2人重伤、4人轻伤、11人轻微伤，多家单位和个人财产受损。被告人丰志均当庭表示不上诉。

## 媒体反应
11月7日的大陆媒体对事件淡化处理。据法新社报道，《人民日报》仅仅在它的第九版用几行字提及此事，《中国日报》只也是在其第三版下面做简短报道；本地媒体《山西日报》、《山西晚报》、《太原日报》、《太原晚报》、《三晋都市报》头版均未刊登事件的相关信息。当日的《环球时报》的评论称“无论事件的真实性质是什么，我们都无需放大它的意义，让事件制造者感觉他有多么了不起，做的事情多么‘惊天动地’”。